# منصور عسيري
منصور حسين عسيري (مواليد 30 سبتمبر 1990) هو لاعب كرة قدم سعودي.

## مسيرة اللاعب
لعب في نادي أبها ونادي نجران ونادي عرعر ونادي النهضة ونادي وج.